# 卡斯纳泰孔贝尔纳泰
卡斯纳泰孔贝尔纳泰（義大利語：Casnate con Bernate），是意大利科莫省的一个市镇。总面积5平方公里，人口4908人，人口密度981.6人/平方公里（2009年）。ISTAT代码为013053。